# Time Goes By 時の流れを信じたい
「Time Goes By 時の流れを信じたい」（タイム・ゴーズ・バイ ときのながれをしんじたい）は、1992年9月3日に発売された鈴木聖美の8枚目のシングル。

## 概要
東芝EMI移籍第1弾シングル。
タイトル曲の「Time Goes By 時の流れを信じたい」は、よみうりテレビ系『ドラマシティ'92』エンディングテーマとして使用された。

## 収録曲
1. Time Goes By 時の流れを信じたい
作詞：湯川れい子／作曲：中崎英也／編曲：志熊研三
2. 聖・VOICE
作詞：鈴木聖美／作曲・編曲：野田晴稔
3. Time Goes By 時の流れを信じたい（カラオケ）